# Stiftung Stadtmuseum Berlin
Die Stiftung Stadtmuseum Berlin (Landesmuseum für Kultur und Geschichte Berlins) betreibt in Berlin mehrere landeskundliche und historische Museen. Die Stiftung des Öffentlichen Rechts wurde am 23. Juni 1995 durch Landesgesetz errichtet und versammelt öffentliche und private, bis dahin von Fördervereinen getragene, Museen zur Stadt- und Kulturgeschichte unter ihrem Dach.

## Museen
Zur Stiftung gehören folgende Museen:
- Märkisches Museum
- Museum Ephraim-Palais
- Museum Nikolaikirche
- Museum Knoblauchhaus
- Marinehaus
- Museumsdorf Düppel
- Berlin-Ausstellung im Humboldt Forum

Das Jüdische Museum Berlin war als Abteilung des Berlin Museums Gründungsbestandteil der Stiftung Stadtmuseum Berlin, wurde aber 2001 mit der Eröffnung der Dauerausstellung in eine Bundesstiftung überführt.
Zur Stiftung gehörte auch das Dorfmuseum Marzahn für Friseurwesen und Handwerk, das 2005 geschlossen wurde. Seine Bestände sind überwiegend in den Depots des Stadtmuseums eingelagert. Einzelne Stücke, wie die beiden Van-de-Velde-Frisierplätze des Hofbarbiers Haby, sind im Märkischen Museum ausgestellt.
Das 1990 in der Inselstraße 7 in Berlin-Mitte eröffnete Zirkusmuseum documenta artistica schloss 1994. Die inzwischen 200.000 Objekte, Bücher und Kunstwerke lagern nun als eigenständige Sammlung Varieté, Zirkus, Kabarett im Depot des Stadtmuseums. Sie gehört weltweit zu den bedeutendsten Sammlungen ihrer Art. Den Grundstock bildeten am Märkischen Museum die privaten Sammlungen des West-Berliners Fritz Dillenberg (erworben 1972) und von Julius Markschiess-van Trix (erworben 1979). Markschiess-van Trix war bis 1990 auch der erste Abteilungsleiter dieser Sammlung. Bisher letztmals wurde im Frühjahr 2005 ein umfangreicherer Teil davon in einer Sonderausstellung im Ephraim-Palais gezeigt.
Der größte Teil der 4,5 Millionen Objekte des Stadtmuseums wird seit 2010 im zentralen Depot in der Poelzig-Halle in Berlin-Hakenfelde aufbewahrt. Ebenfalls im Jahr 2010 wurde mit der elektronischen Inventarisierung der Objekte mittels des Web-basierten Museumsmanagement-Systems robotron*Daphne begonnen, bis 2020 sollte dies komplett abgeschlossen sein. Dabei ist die vollständige Digitalisierung der teils einzigartigen Kulturgüter weit über das Stadtmuseum Berlin hinaus von Bedeutung.
Das Märkische Museum und das gegenüberliegende Marinehaus sollten ab 2016 den zentralen Standort der Stiftung Stadtmuseum Berlin bilden. Dafür wurden im Vorgriff andere Standorte wie das Galgenhaus und das Nicolaihaus sowie die Standorte der Naturwissenschaftlichen Sammlung und der Sammlung Kindheit und Jugend aufgegeben. Die Vorbereitungen zur Grundsanierung des Marinehauses wurden jedoch zunächst eingestellt, da ein Erweiterungsbau dort nicht mehr vorgesehen war, sondern auf dem Tempelhofer Feld. Doch nachdem die Berliner entschieden haben, dass auf dem stillgelegten Flughafen Tempelhof die Stadt nicht bauen darf, kam das Marinehaus als Erweiterung wieder ins Gespräch.
Der ehemalige Direktor des Stadtmuseums Berlin, Paul Spies, teilte in einer seiner ersten Pressemeldungen mit, dass ihm 65 Millionen Euro zur Renovierung des Märkischen Museums und des Marinehauses zugesagt wurden. Zusammen bilden beide Häuser das Herzstück des zukünftigen Museums- und Kreativquartiers am Köllnischen Park. Im Märkischen Museum werden Ausstellungen gezeigt, die im Marinehaus um Angebote der Vermittlung, Partizipation und Kooperation ergänzt werden. Die Arbeiten am Märkischen Museum sollten 2020 beginnen und 2025 abgeschlossen werden. Für das Marinehaus gibt es noch keinen Zeitplan.
Seit dem 20. Juli 2021 widmet sich zudem eine Ausstellung im Humboldt Forum dem Austausch zwischen Berlin und der Welt.